# Dossena
Dossena – miejscowość i gmina we Włoszech, w regionie Lombardia, w prowincji Bergamo.
Według danych na styczeń 2009 gminę zamieszkiwało 969 osób przy gęstości zaludnienia 49,4 os./1 km².